# Serraria
Serraria är en kommun i Brasilien.   Den ligger i delstaten Paraíba, i den östra delen av landet, 1 700 km nordost om huvudstaden Brasília. Antalet invånare är 6 238. Arean är 75 kvadratkilometer.
Terrängen i Serraria är platt söderut, men norrut är den kuperad.
Omgivningarna runt Serraria är en mosaik av jordbruksmark och naturlig växtlighet. Runt Serraria är det ganska tätbefolkat, med 129 invånare per kvadratkilometer.